# Chiesa di San Michele Arcangelo (Terenzo)
La chiesa di San Michele Arcangelo è un luogo di culto cattolico dalle forme neoromaniche, situato in strada Corniana-Cazzola a Corniana, frazione di Terenzo, in provincia e diocesi di Parma; è sede di una parrocchia compresa nella zona pastorale della Montagna.

## Storia
Sul luogo della chiesa attuale fu edificata probabilmente nel XVIII secolo una cappella a servizio del borgo di Corniana, distante alcune centinaia di metri dalla pieve romanica.
Nel 1930 l'oratorio fu abbattuto e sui suoi resti furono avviati i lavori di costruzione di un nuovo tempio neoromanico, su progetto dell'architetto Tonino Talignani; l'edificio fu completato l'anno seguente e solennemente consacrato l'11 ottobre del 1931 dal vescovo di Parma Guido Maria Conforti, mentre la pieve medievale fu chiusa al culto e alienata a privati.
Negli anni successivi, sempre su disegno di Tonino Talignani, fu innalzata la torre campanaria merlata, inaugurata il 22 settembre del 1935 dal vescovo Evasio Colli.
Il 23 dicembre del 2008 un forte terremoto colpì tutto il territorio; tra il 2009 e il 2010 la chiesa fu sottoposta a interventi di restauro e di consolidamento strutturale su progetto dell'ingegner Maurizio Ghillani.

## Descrizione

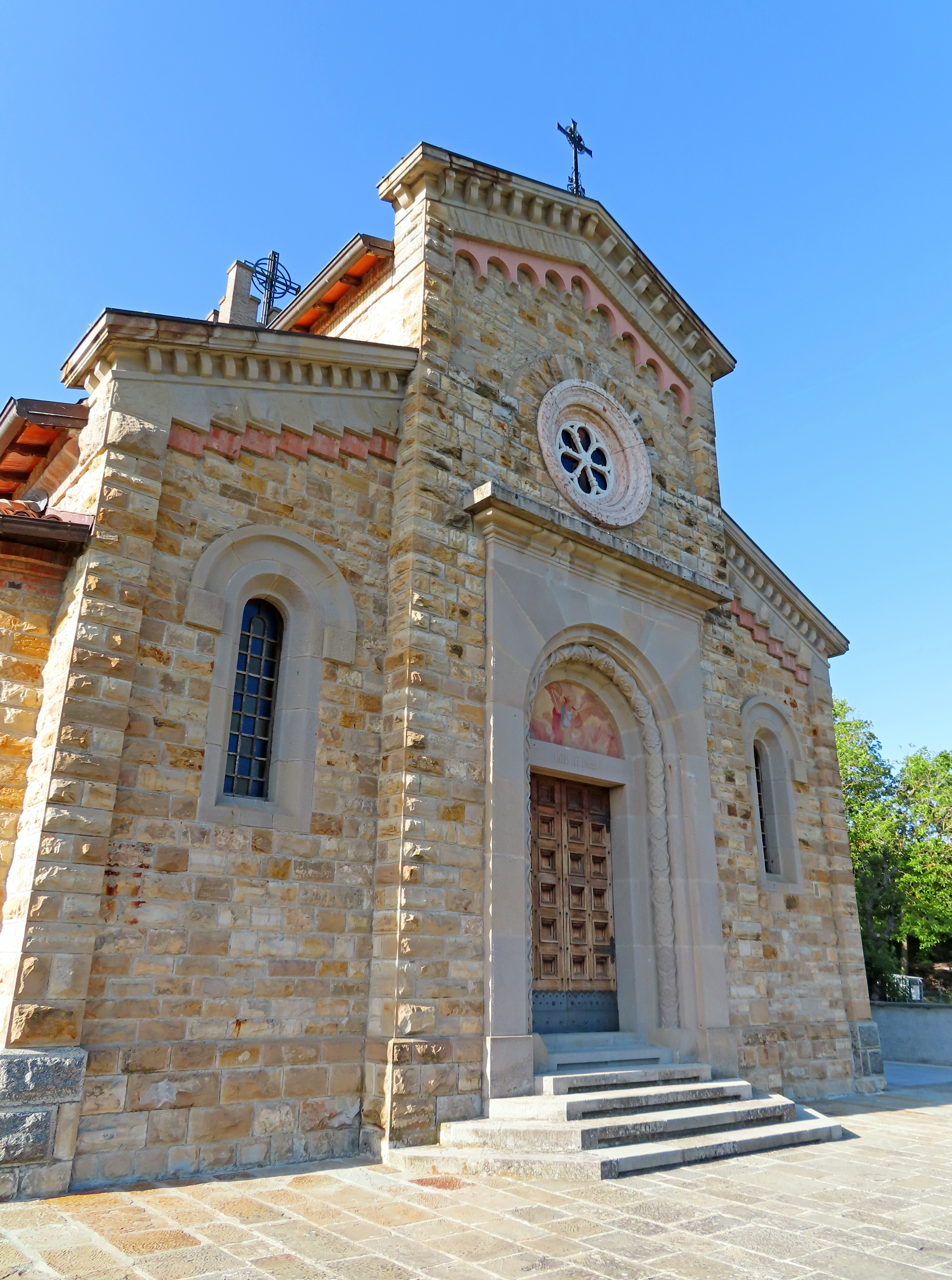
Facciata

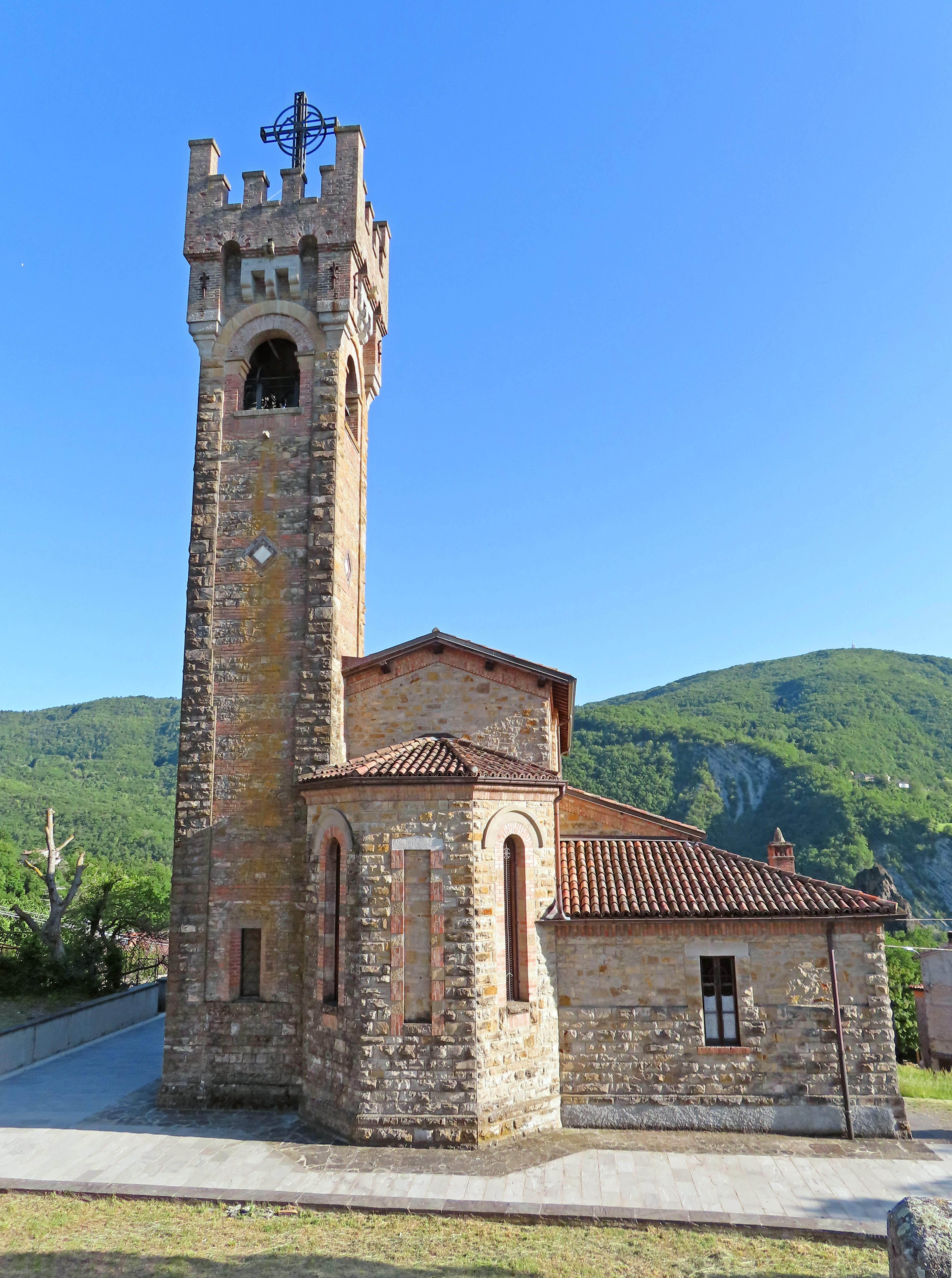
Retro

La chiesa si sviluppa su un impianto a tre navate, con ingresso a sud e presbiterio absidato affiancato da due cappelle laterali a nord.
La simmetrica facciata a capanna, interamente rivestita in pietra a maglia regolare, è tripartita verticalmente. Nel mezzo dell'avancorpo centrale è collocato l'ampio portale d'accesso strombato, rialzato su una breve gradinata e sormontato da una lunetta affrescata; l'ingresso è inquadrato da una cornice in blocchi di pietra coronata da un architrave in rilievo; più in alto si apre un grande rosone con cornice strombata; in sommità, sopra a un motivo ad archetti pensili, corre lungo gli spioventi del tetto un cornicione aggettante retto da mensoline. I due corpi laterali sono delimitati alle estremità da paraste; al centro di ciascuno è posta una monofora ad arco a tutto sesto, coronata da una cornice in pietra grigia; in sommità, sotto al cornicione retto da mensoline, si sviluppa una doppia cornice a gradini.
I fianchi sono illuminati da strette monofore a tutto sesto, coronate da cornici ad arco in laterizio; sul retro, due alte monofore con cornici strombate in mattoni e pietra si aprono ai lati dell'abside a pianta poligonale; alla destra di quest'ultima, in continuità col prospetto orientale dell'edificio si erge l'alto campanile, rivestito a fasce orizzontali alternate in pietre e mattoni; la torre è ornata sugli spigoli con lesene in pietra, che si raccordano in sommità con archi a tutto sesto; la cella campanaria si affaccia sulle quattro fronti attraverso ampie monofore a tutto sesto; a coronamento si eleva su beccatelli un'elaborata merlatura, mentre nel mezzo è collocata un'alta croce metallica.
All'interno la navata centrale, coperta da un soffitto a capanna retto da capriate lignee, è separata dalle laterali da una serie di arcate a tutto sesto, rette da colonne in pietra coronate da capitelli a cubo scantonato.
Il lungo presbiterio, lievemente sopraelevato, è preceduto dall'alto arco trionfale a tutto sesto; l'ambiente accoglie l'altare maggiore a mensa in marmi policromi, aggiunto intorno al 1980; sul fondo si apre, attraverso un'arcata a tutto sesto, l'abside a pianta circolare, coperta dal catino decorato con affreschi.
La chiesa conserva alcuni arredi provenienti probabilmente dall'antica pieve sconsacrata nel 1931, tra cui un baldacchino processionale risalente al 1850 e due confessionali settecenteschi, uno dei quali realizzato probabilmente dallo scultore Giulio Seletti intorno al 1730.